# Ganiveta de fuster
Una ganiveta, rasqueta o raspador és una eina manual de fusteria per al rebaixat i acabat de fustes. És usada per a remoure petites quantitats de material i relleus en superfícies complicades de rebaixar/polir, allà on generalment es poden causar esquerdes. Les rasquetes són més aptes per al treball amb fusta dura i solen ser usades en lloc del paper de vidre. N'hi ha de disponibles en una àmplia varietat de formes i mides, sent la més comuna, la de disseny rectangular. Una altra estructura habitual és la coneguda com rasqueta de coll de cigne, la qual s'assembla a una pistola de corbes i és útil per raspar zones arquejades. Per a l'allisat de superfícies convexes com el diapasó d'un violí, pot ser convenient utilitzar rasquetes rectangulars, petites i flexibles.

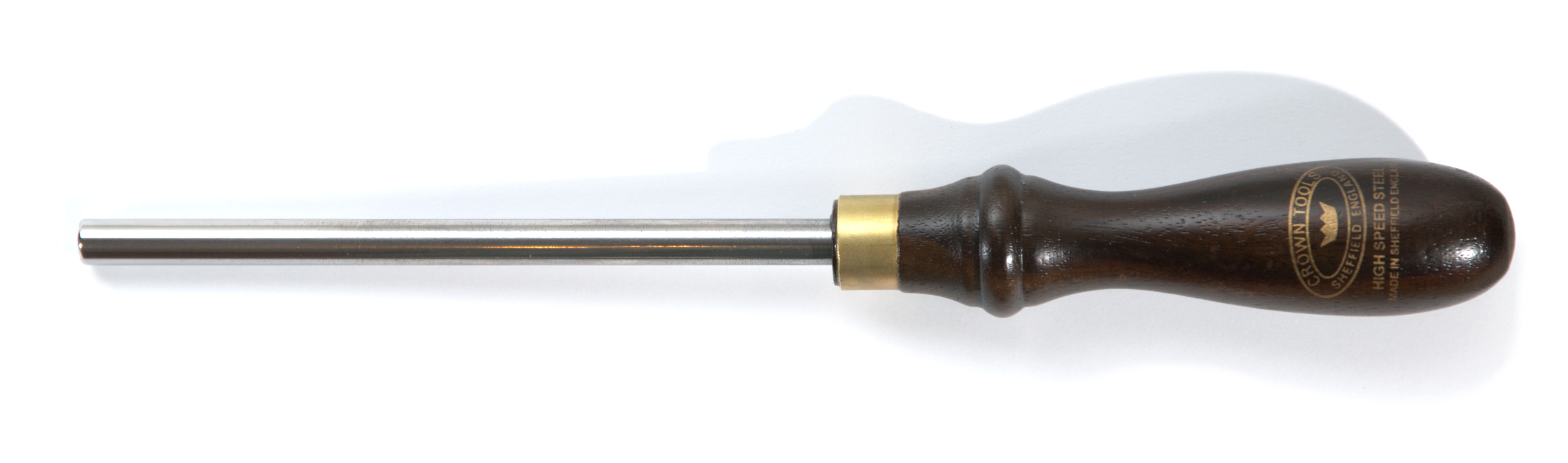
Brunyidor.

Les rasquetes cal esmolar-les sovint, segons un procediment senzill però molt efectiu. El procés consta de les fases següents:
- Escairat. Es fa amb una llima plana de gra fi. Consisteix a deixar plana i escairada la superfície que ha de formar el tall.
- Esmolat. Es fa amb una pedra d'esmolar fina, d'oli o d'aigua. Es tracta de deixar ben fina la superfície anterior. Idealment es pot afinar amb una pedra o mola plana de diamant.
- Formació del tall. Amb una eina d'acer molt dur, un brunyidor[2] o semblant, i amb la ganiveta ben fixada en un cargol de banc: PRIMER es "netegen" els caires de la superfície. SEGON, es prem amb força sobre el cantell per a formar una rebava o "filvà"[3] (que serà la que actuarà com a tall).

A manca d'un mestre el procés es pot consultar en algunes webs i vídeos.